# Харитоново (Куньинский район)
Харитоново — деревня в Куньинском районе Псковской области России. Входит в состав Куньинской волости.

## География
Расположена в 10 километрах к югу от районного центра, пгт Кунья.

## Население
| 2001 | 2002 | 2010 |
| ---- | ---- | ---- |
| 55   | ↘49  | ↘40  |

Численность населения деревни по оценке на начало 2001 года составляла 55 жителей.

## История
С января 1995 до декабря 2005 года деревня входила в состав Октябрьской волости (с центром в деревне Встеселово), января 2006 до апреля 2015 года — в состав также ныне упразднённой Слепнёвской волости.